# Mount Gist
Mount Gist ist ein 1529 m hoher Berg im ostantarktischen Königin-Marie-Land. Er ragt 13 km nordwestlich des Mount Strathcona nahe dem Kopfende des Denman-Gletschers auf.
Luftaufnahmen der US-amerikanischen Operation Highjump (1946–1947) dienten seiner Kartierung. Das Advisory Committee on Antarctic Names benannte ihn 1955 nach Leutnant Francis John Gist (1921–1989) von der United States Navy, Kopilot und Navigator bei den Erkundungsflügen während der Operation Highjump zwischen dem 14. und dem 164. Grad östlicher Breite.